# Mala Rohan
Malaïa Rogan
Mala Rohan (ukrainien : Мала Рогань) ou Malaïa Rogan (russe : Малая Рогань), littéralement « Petite Rogan », est un village situé dans le raïon de Kharkiv, lui même situé dans l’oblast du même nom, en Ukraine.

## Historique
Le village, fondé en 1657, s'appelle à l'origine Passekivka (Пасеківка) et reçoit son nom actuel en 1895. Mala Rohan est le chef-lieu de la commune d'arrondissement du même nom, d'une superficie de 38,61 mètres carrés au sud-est de raïon de Kharkiv, qui comprend également les villages de Biskvitne (Бісквітне) avec environ 150 habitants et Koropy (Коропи) avec environ 150 habitants.
Le village se trouve à une altitude de 128 mètres sur la rive droite de la Rohanka (Роганка), un affluent gauche de 31 kilomètres de long de l'Udy, à la périphérie est, à 21 kilomètres à l'est du centre-ville de Kharkiv Raion et du centre de l'oblast.
Fin mars 2022, pendant l’invasion de l’Ukraine par la Russie, le village repasse sous contrôle ukrainien au prix de combats, après être passé sous occupation russe. La prise de Mala Rohan « est d'une grande importance, car c'est à partir de là qu'ils (les soldats russes) bombardaient en permanence des zones d'habitation de la ville » déclare à un média local le maire de Kharkiv, Igor Terekhov,. Durant le conflit, le village est lui même victime de bombardements russes. Une vidéo d’exactions envers des soldats russes supposées avoir été commises par des soldats ukrainiens rattachés au régiment Azov est diffusée sur Telegram. Les autorités ukrainiennes dénoncent une mise en scène mais déclarent qu’une enquête sera menée malgré tout.